# Rocroi (tổng)
Tổng Rocroi là một tổng ở tỉnh Ardennes trong vùng Grand Est.
Tổng này được tổ chức xung quanh Rocroi ở quận Charleville-Mézières. Độ cao trung bình là 336 m.

## Hành chính
| Giai đoạn | Ủy viên         | Đảng | Tư cách                       |
| --------- | --------------- | ---- | ----------------------------- |
| 1982-1988 | Michel Sobanska | RPR  |                               |
| 1988-1994 | Michel Sobanska | RPR  |                               |
| 1994-2001 | Michel Sobanska | RPR  |                               |
| 2001-2008 | Michel Sobanska | UMP  | Thị trưởng Rocroi depuis 2001 |
| 2008-2014 | Michel Sobanska | UMP  | Thị trưởng Rocroi depuis 2001 |

## Các đơn vị hành chính
Tổng Rocroi gồm 14 xã với dân số 7 792 người (điều tra năm 1999, dân số không tính trùng)
| Xã                       | Dân số | Mã bưu chính | Mã insee |
| ------------------------ | ------ | ------------ | -------- |
| Blombay                  | 91     | 08260        | 08071    |
| Bourg-Fidèle             | 771    | 08230        | 08078    |
| Le Châtelet-sur-Sormonne | 195    | 08150        | 08110    |
| Chilly                   | 113    | 08260        | 08121    |
| Étalle                   | 71     | 08260        | 08155    |
| Gué-d'Hossus             | 504    | 08230        | 08202    |
| Laval-Morency            | 232    | 08150        | 08249    |
| Maubert-Fontaine         | 902    | 08260        | 08282    |
| Regniowez                | 396    | 08230        | 08355    |
| Rimogne                  | 1 416  | 08150        | 08365    |
| Rocroi                   | 2 420  | 08230        | 08367    |
| Sévigny-la-Forêt         | 200    | 08230        | 08417    |
| Taillette                | 314    | 08230        | 08436    |
| Tremblois-lès-Rocroi     | 167    | 08150        | 08460    |

## Thông tin nhân khẩu
| 1962                                                     | 1968  | 1975  | 1982  | 1990  | 1999  |
| -------------------------------------------------------- | ----- | ----- | ----- | ----- | ----- |
| 8 164                                                    | 8 694 | 7 969 | 8 043 | 7 774 | 7 792 |
| Nombre retenu à partir de 1962 : dân số không tính trùng |       |       |       |       |       |